# Влюблённость
Влюблённость — сильное положительно окрашенное чувство (комплекс чувств), направленное на другого человека.  
По мнению психологов, влюблённость сопровождается сужением сознания, следствием чего может быть искажённая оценка объекта влюблённости. Влюблённый закрывает глаза на недостатки любимого человека и на противоречия, возникающие в отношениях с ним, в то время как его положительные качества и позитивный опыт взаимодействия приобретают особую ценность. Несмотря на положительную окраску этого чувства, оно может приводить к сильным отрицательно окрашенным переживаниям, например, когда объект влюблённости негативно реагирует на действия влюблённого.  
Влюблённость является неустойчивым состоянием сознания: она существует как фаза, протекающая в тот или иной, всегда конечный период времени. Она может ослабевать, заканчиваться и появляться вновь. По окончании влюблённость может переходить в другое чувство, например, в любовь.  
В англоязычной психологической литературе зачастую используется неологизм лимеренция (англ. limerence), введённый американским профессором-бихевиористом Дороти Теннов. Любопытно, что это слово является чисто априорным изобретением автора, составленным по соображениям благозвучия, и не восходит ни к какому другому слову. В немецкой же литературе предпочитается традиционный термин Verliebtheit.  
Иногда говорят также о влюблённости в какой-либо предмет или занятие, если подобные чувства возникают по отношению к нему.

## Биология влюблённости
Влюблённость — чувство, вызванное физическими, биохимическими факторами и рядом эмоций. Это одно из сильнейших чувств, возникающих у человека. Оно может быть крайне позитивным, вызывать эйфорию, или же оборачиваться стрессом для организма. Спорный вопрос, сколько раз человек влюбляется за жизнь: мнения специалистов расходятся в цифрах от 2-х до 7-ми. В голове у человека это чувство возникает за одну пятую секунды.
Часто, говоря о влюблённости, люди подразумевают романтическую, страстную влюблённость, катализатор которой — сексуальное влечение к определённому человеку, желание реализовать себя через его внимание. Обычно это чувство непродолжительное (от нескольких месяцев до 2-5 лет), но субъект, испытывая его, становится зависим от объекта влюблённости.
Получается, влюблённость — одна из физиологических потребностей человека и в реализации своей личности, и в создании пары с особью своего вида. Человек концентрирует свое внимание именно на объекте влюблённости и не отвлекается на посторонних, чтобы в будущем вместе с ним образовать семью. Согласно некоторым предположениям, влюблённость входит в одну из стадий любви — более сильного и сложного чувства.

## Возникновение влюбленности

### Формирование «картинки-модели»
Влюблённость — это комплекс эмоций (и негативных — гнев, тревога, отчаяние, и позитивных — радость, удовлетворение), которые вызывают определённый образ, «картинку-модель», основанную прежде всего на воспоминаниях. Она, как и любая другая «картинка-модель», вызывающая впоследствии какую-либо реакцию у человека, формируется по единому принципу.
Как оговаривалось ранее, любой образ в голове, в частности и влюбленность, основывается прежде всего на воспоминаниях. Для того, чтобы человек сохранил какую-либо информацию из внешнего мира, в действие включаются три нейрона. Первый — сенсорный нейрон — получает сигнал извне (с помощью зрения, слуха, прикосновений) и вырабатывает нейромедиатор. Далее нейромедиатор (который выпускается в синапсе между сенсорной и моторной нейронной клеткой) возбуждает моторный нейрон, отвечающий за работу мышечной системы и в целом реакцию организма. В схему соединения нейронов также включён модулирующий нейрон («нейрон наученная»), связанный синапсом с окончанием сенсорного нейрона.
«Картинка-модель» находится в долговременной памяти, если синапс моторного и сенсорного нейрона расширился настолько, что сигналы между этими нейронными клетками быстро передаются от одного к другому. Также информация долго хранится, когда сенсорные нейроны соединены с моторным нейроном множеством синоптических контактов, и в дальнейшем эти синоптические связи будут увеличиваться. Человеческий мозг действует под воздействием таких нейронных логических цепочек, и отбирает «правильную» и «искажённую» реальность — так он экономит энергию. Эти условные реальности формируются и видоизменяются, как только ребёнок родился: мозг запоминает, как эмоционально реагировать на определённую ситуацию, что правда, а что — ложь. Так и строятся представление о мире, о других людях.
В частности, человек влюбляется по ряду причин. Как показала томография влюблённого, в этом состоянии активны сразу несколько отделов мозга — эмоциональный (человек испытывает радость, счастье), отвечающий за сексуальное возбуждение, и когнитивный, ответственный за социальное определение. Если человек счастлив рядом с объектом влюблённости, в его голове уже заложена ситуация, когда он испытывал это чувство. В настоящее время с ним происходит что-то подобное. Удовлетворение личных социальных потребностей (во внимании, поддержке и т. д.) и сексуальное влечение к объекту влюблённости появляются одновременно с крайне положительными эмоциями. В совокупности такие факторы и создают чувство влюблённости.

## Что происходит с мозгом человека в период влюблённости
Методом ФМРТ ученые выявили несколько активных отделов мозга у человека, когда участники эксперимента думали о своих объектах влюблённости. За 1—5 секунд в когнитивные области и области эмоций приливает артериальная кровь, где становится больше оксигемоглобина — эти области и отображались в результатах обследования.
Томография показала активность дофаминергической подкорковой области, которая отвечает за чувство удовольствия, счастья; там находится большое количество дофамина и окситоцина. Этот отдел мозга возбужден так же, как и под действием кокаина, сахара. Также активизируется хвостатое ядро, которое ответственно за желание получить награду, приступить к энергичным действиям.
Далее, активизируется передняя часть поясной извилины и островок: они отвечают за сексуальное возбуждение. Оживляется и передняя часть поясной извилины, которая отвечает за половое возбуждение и чувство счастливой любви. В то же время наблюдается, что миндалина, отвечающая за тревогу, страх, функционирует слабо, как и задняя часть поясной извилины.
Выяснили, что у влюблённого человека становятся активными не только эмоциональные области мозга, но и несколько «высших» когнитивных отделов, отвечающие за социальное самоопределение. С помощью этого отдела влюбленный представляет самого себя во взаимодействии с психическим образом того, к кому он испытывает чувства.
Таким образом, влюблённость основана на удовлетворении первобытных инстинктов и потребностей таких, как получение удовольствия, счастья, желании самоутвердиться. Большую роль играют половые потребности, которые и были толчком к появлению влюблённости у человека.

## Границы понятия
Однозначное определение границ понятия «влюблённость» вызывает затруднения у специалистов.
Влюблённость отличается от полового влечения тем, что не ограничивается чисто физиологической сферой, — влюбляются в человека в целом, а не в его тело.
Отличия влюблённости от любви обозначить наиболее трудно. Обычно подчёркивается меньшая продолжительность влюблённости по сравнению с любовью и большая интенсивность связанных с ней переживаний. Тем не менее, даже это не является достоверным критерием.

## В религиях

### В христианстве
Христианское понимание влюбленности характеризуется особым акцентированием внимания на отличиях влюбленности от любви. Так, по мнению христиан, влюблённость принадлежит к животной природе человека, тогда как любовь — к духовной природе.

## В психологии

### Социальная психология
Влюблённость рассматривается в качестве феномена страстной любви и выражается в интенсивной потребности к сближению с другим лицом, сопровождаемое также физическими симптомами. Безответная влюблённость часто сопровождается тоской. Основными причинами взаимной влюблённости выступают обоюдная симпатия и физическая привлекательность.

### Интегральная психология
С точки зрения интегральной психологии влюблённость может быть рассмотрена как состояние сознания, а любовь как один из высших (постконвенциональных, надличностных) уровней по аффективной линии развития, к которой это состояние может привести.

## В искусстве

Памятник влюблённым (Саратов)

На Набережной Космонавтов в Саратове в 2000 году открыт Памятник влюблённым, возле него фотографируются большинство молодожёнов.